# Jennifer Niven

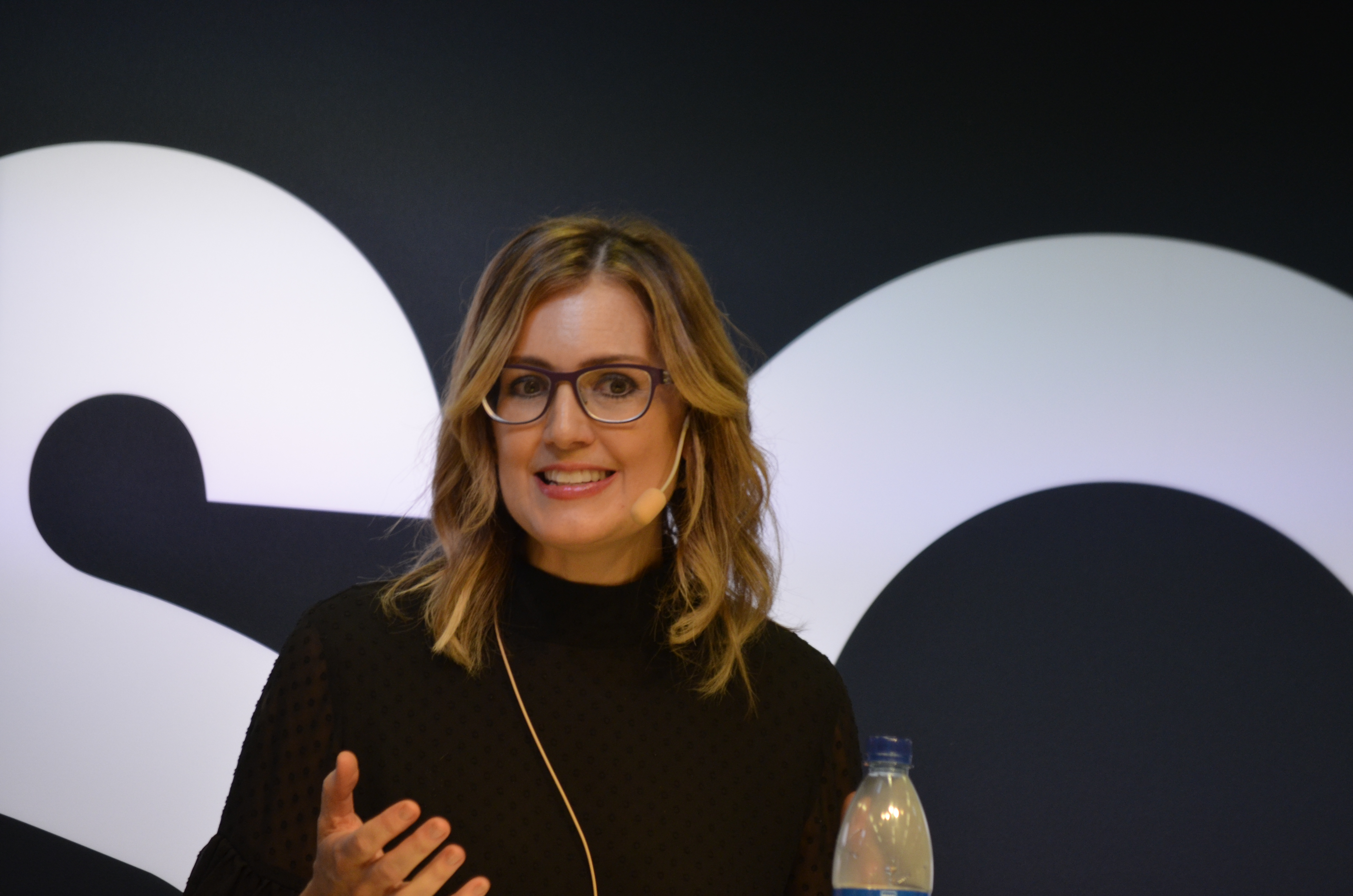
Jennifer Niven (2017)

Jennifer Niven (* 14. Mai 1968 in Charlotte, North Carolina) ist eine US-amerikanische Schriftstellerin, Drehbuchautorin und Journalistin.

## Leben
Niven wurde 1968 in Charlotte, North Carolina geboren und wuchs in Indiana auf. Im Jahr 2000 veröffentlichte sie ihr erstes Buch. Größere Bekanntheit erlangte sie 2015 durch ihren ersten Jugendroman All die verdammt perfekten Tage, der von zwei suizidgefährdeten Menschen handelt, die sich ineinander verlieben. 2020 ist auf Netflix die gleichnamige Verfilmung erschienen, für die Niven zusammen mit Liz Hannah auch das Drehbuch schrieb. Die beiden Hauptrollen spielen Elle Fanning und Justice Smith.
Sie lebt mit ihrem Ehemann in Los Angeles.

## Werke (Auswahl)

### Romane
- 2015 All the bright places. (dt. All die verdammt perfekten Tage, München 2017) 978-3734104657
- 2016 Holding Up the Universe. (dt. Stell dir vor, dass ich dich liebe, Frankfurt am Main 2018) 978-3737355100

### Sachbücher
- 2000: The Ice Master. ISBN 0786884460
- 2003: Ada Blackjack: A True Story of Survival in the Arctic. ISBN 0786868635
- 2010 The Aqua Net Diaries: Big Hair, Big Dreams, Small Town. ISBN 1416954295

### Drehbücher
- 2020: All die verdammt perfekten Tage (All the Bright Places)